# 架乃ゆら
架乃 ゆら（かの ゆら、1998年〈平成10年〉12月28日 - ）は、日本のタレント、女優、YouTuber、元AV女優。

## 経歴
高校時代からモデルとして活動し、18歳からヌードモデルとしての活動を開始。
2017年11月19日、「無限の透明感」のキャッチコピーでエスワン専属女優としてAVデビューした。なお、AVデビュー前に週刊大衆ヴィーナスにてヌードグラビアが掲載されている。

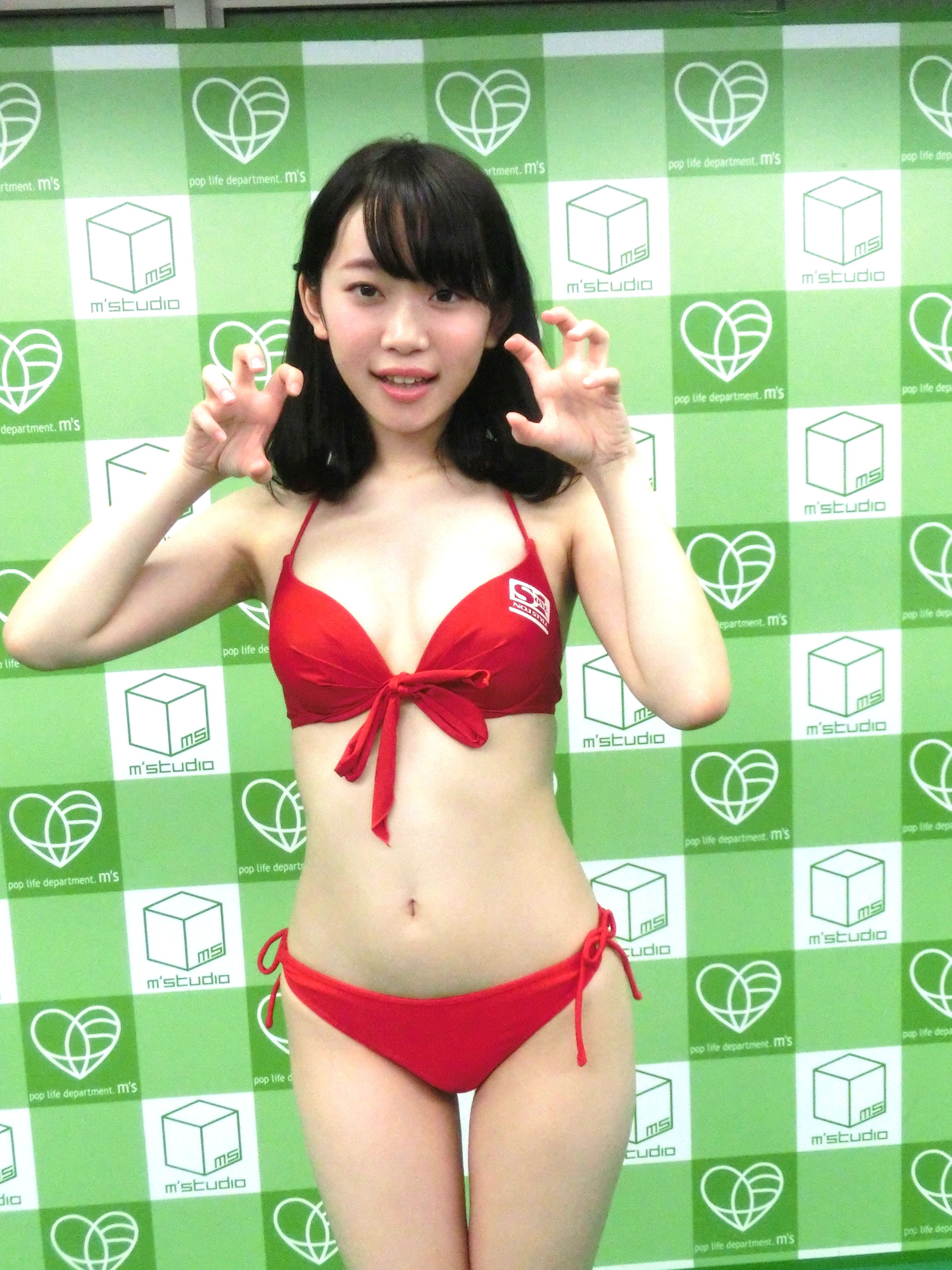
秋葉原エムズスタジオ（2017年11月）

2018年6月29日より恵比寿マスカッツ1.5に研修生として加入。同年8月24日に恵比寿マスカッツの正式メンバーに昇格。
2020年3月10日、FANZA「春のパンツまつり」に合わせたマスカッツ内ユニット「SCANTY4」を架乃ゆら、まいてぃ、三上悠亜、吉澤友貴の4人で結成。楽曲「パンチラリズム」を公開。2021年2月3日、市川まさみ、山岸逢花が新加入し「SCANTY6」となる。

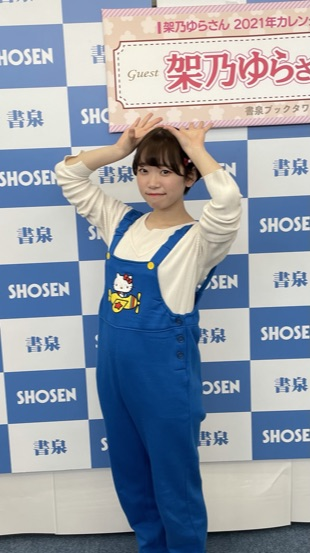
書泉グランデ（2020年11月）

2021年8月発表「読者300人が選んだFLASH 2021セクシー女優ランキング」読者投票31位。同年8月、月刊FANZA発表「このAV女優がすごい!2021年夏」第5位。
同年12月6日、恵比寿マスカッツオンラインライブ『年末なので全部歌わせて頂きマスカッツ』にてグループ卒業を発表。2022年6月22日に行われたサマー・スタイル・アワード千葉予選ルーキービューティーフィットネス部門に出場し、決勝進出を果たした。これを機にプロフィールの趣味欄に筋トレと加筆したものの、2022年12月に週刊大衆が行ったインタビューでは「ぼやぼやと生きていたら尻がしぼんでいました。尻の筋肉が泣いている……」とさぼり気味と答えている。
2023年5月に発表されたアサヒ芸能「2023現役AV女優SEXY総選挙」第25位。
同年6月19日週FANZA通販フロアランキングにて出演した『エスワンファン感謝祭』（ブルーレイディスク版）が初登場1位を記録。DVD版も4位にランクイン。同作は6月26日週も1位を維持した（DVD版は5位）。同作は7月17日週FANZA動画フロアランキング1位も記録。
2023年12月11日週FANZA動画フロアランキングにて、2021年発売の『童貞君の成績と射精を徹底管理してくれる世話焼き家庭教師の献身的筆おろし講習 架乃ゆら』が8位に再浮上しランクイン。
2023年12月25日週FANZA動画フロアランキングにて、VR作品『彼女に振られ引きこもっていたら… 僕のことが心配すぎておせっかいでセックス練習させてくれた筆おろしブラコンお姉ちゃん 架乃ゆら』が初登場10位ランクイン。

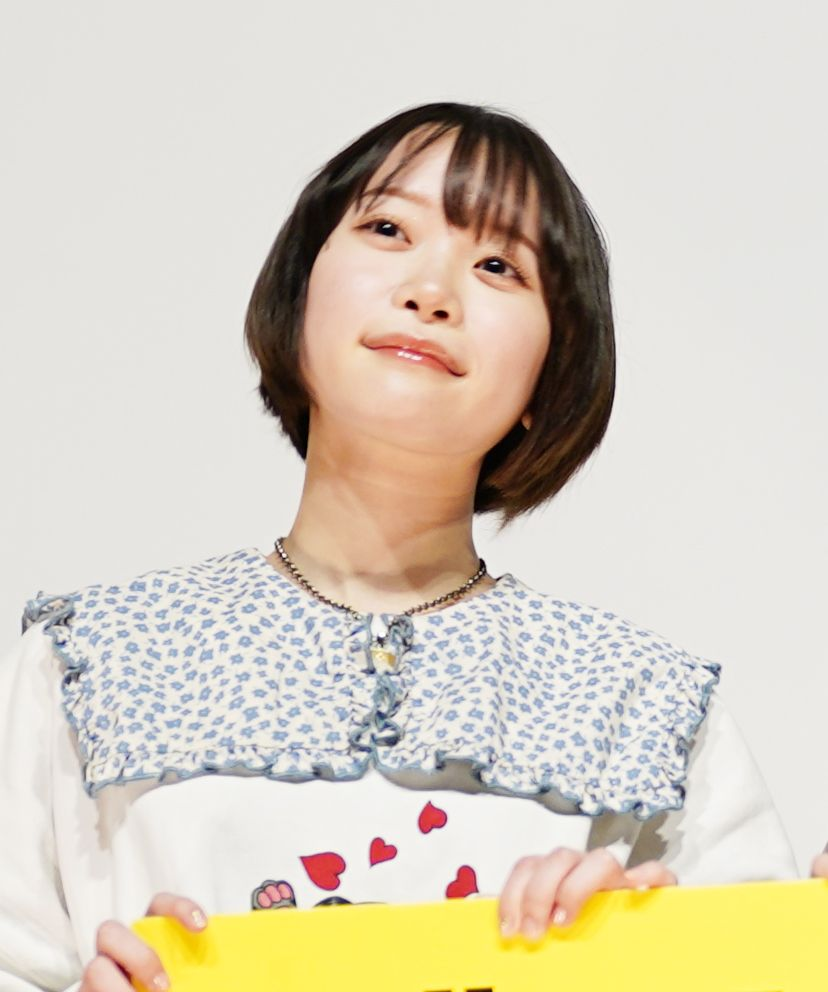
映画『グッドバイ、バッドマガジンズ』舞台挨拶（2023年）

2024年1月21日、東京・秋葉原の書泉ブックタワーにて、写真集『明日からちゃんとします』の発売記念イベントを開催。また2月17日には、東京・神保町の書泉グランデにて、『プレミアムヌードポーズブック 架乃ゆら』発売記念イベントを開催した。
2024年3月13日、自身のYouTubeチャンネルで下着を買う際にサイズ計測したらブラサイズが1サイズ大きくなっていた（D65→E65）ことを公表。
2024年4月発売『アサヒ芸能』発表「2024現役AV女優セクシー総選挙」において総合36位となる。
2024年5月7日、自身のXにて7月いっぱいでAV女優を引退することを発表した（AV以外の活動は継続する）。この時点では詳しい引退理由などを明かさなかったためファンの臆測を呼んだが5月16日に自身のYouTubeチャンネルで引退は一般女優を目指してのものであること（ヌードを封印するかは未定）を発表し、病気や結婚が理由ではないこと、AV復帰は考えていないことを表明した。なお、AV引退作は同年2月に撮り終えている。
同年7月15日FANZA通販フロアランキングにて、引退作『かのゆらすと 架乃ゆら』が初登場6位を記録。同年7月22日週FANZA通販ランキングで5位浮上。
同年10月上演の啓和グループ60周年記念公演『バック・トゥ・ザ・うんちゃん〜ドライバーの消える日〜』（中野ザ・ポケット）がAV引退後初舞台となった。
2025年5月1日、これまで所属していたLINXを退所したことを報告。所属ではなくなるが、業務提携（LINX公式サイトでは業務委託と表記）として関係性は続ける。

## 人物
岡山県出身で、2017年時点で岡山県在住だった。兄が1人おり、所持していた成人向け漫画をこっそり読んでいたという。なお、架乃の出演作品が漫画化されたこともある。
趣味・特技はサイクリング。中学では演劇部（その為ドラマ仕立ての作品を好む）、高校では美術部に在籍。初めてのアルバイトは18歳の時に働いた雑貨屋。AV女優時代から演技力の評価は高く、ライターの鷲谷憲樹は「彼女のアドリブ台詞と表情は史上最高でそれはたぶん彼女が賢いエロ漫画読者であることと無関係ではなく、その才能は特にNTR作品で強く顕現した。ヤラれる顔とヤラせてる心理のカクテルが大好きだった」と論じている。
昭和歌謡と特撮のファンであり、特に平成仮面ライダーシリーズはすべて観ている（レンタルDVD店に通い詰めて視聴した）。きっかけは高校時代に観た『烈車戦隊トッキュウジャー』。『仮面ライダー響鬼』に出演していた渋江譲二と対談した際には大興奮だったという。一番好きな作品は『仮面ライダーオーズ/OOO』で成人用変身ベルトも所持している。
好きなタイプは年上で優しく、小太りな人。SかMかの問いに「変態」と答えている。（なお、後に同じ質問をされた時には「ややM寄り」と答える事が多い）
中学生の時に麻美ゆまのAV（麻美とはデビュー後に対面している他、2023年からはYouTubeチャンネル「オトナの保健室」で共演している）を見て以来、サンプル動画をこっそり見てAVの世界に興味を持った。当初は怖いもの見たさ、怪しいものへの興味であったが、徐々にきれいな体を見せる職業、体を張ったかっこいい職業として、憧れの職業となった。
初体験は高校生の時で、相手は部活の先輩。デビューまでの経験人数はこの1人のみ。初めてのオナニーは小4の時で当時はセックスも知らなかった。初イキも小6の時のオナニーによるものであり、現在に至るまでほぼ毎日オナニーをしている。器具は使わず手で触るのが好き。また、陰毛と腋毛が生え始めたのは小学生くらいの時で初めてブラジャーをつけたのはスポーツブラは小学生中学年、通常の物は中学生の時。現在はブラトップを愛用しており自宅では基本ノーブラであり裸で過ごす事も多い（11th＆18thイメージDVD、月刊FANZA2024年3月号のインタビューより）。また、友人と共に飲食店に行く時も途中で２人ともブラを外してしまうことも多いと言う。
平常時でも乳首が勃起しているかのように立っている（興奮すると更に勃つ）のが特徴（本人の例えだと「陥没乳頭の逆」「常時勃起」）。性感帯である他、ノーブラにTシャツだけだとよく目立つが油断してそのままコンビニに行ったり郵便や宅配便の応対をしてしまうこともある（18thイメージDVDのインタビューより）。
髪の長さはロング→ショート→セミロングと変えているがファンからは「どの髪型も似合う」と言われている。
自分は泳げないと思っており、小学校から高校に至るまで水泳の授業はほぼほぼ理由をごまかして見学していたがYouTubeチャンネル「オトナの保健室」の企画でシュノーケリングをした際、やろうと思えば泳げることが判明した。
18歳の誕生日をきっかけにヌードモデルを志願。ヌードモデルとしての仕事はAVデビュー後もグラフィスやLOVEPOPなど会員制サイトを中心に継続している。
「架乃ゆら」の芸名は、どこにもない名前をと事務所に命名され、苗字に関しては漢字一字一字に意味があるという。
デビュー当初は特にニックネームがなかったこともあり、ツイッターでは「ゆらちゃん」と呼ばれたいと言っていたが、その後ファンからの「ニックネームを付けてもいいのでは？」との提案を受け、それをツイッター上で募集。多数のファンからリクエストされた中から本人が熟考した結果、ニックネームは「ゆららん」となった。
尊敬するAV女優はつぼみ・麻美ゆま・友田彩也香。七海ティナとは親友であり引退に関しても最初に相談した。
TwitterのエゴサーチやWikipediaの自身の記事の閲覧も行っており、2019年12月には自身のWikipediaの愛称欄に「赤ちゃん」という記載が追加されていた事を驚きをもって指摘しているほか、その後「もっとやってください」と好意的にツイートしている。また、同じく愛称欄に「たこちゅっちゅ」とあったが本人は「そう呼ばれたことはない」と否定している。
X（旧Twitter）での引退発表ポストには、600件以上の引用リポスト、1万件以上のいいね、364万件のインプレッションがあり、想像以上の反響にびっくりしたと連載コラムで明かしている。またこの時に、いつもコメントをくれるファンだけでなく、初めてくれたファンがいたこと、これまでにお世話になったスタッフや女優からも多くのコメントを貰えたことに対し感謝の念を綴っている。
三四郎・小宮浩信と初対面した際には番組ADと間違えられており、この逸話から「AV女優っぽくない」点を自身の特徴と答えている。
二葉エマとは顔や声が似ていると互いに言われている。初めて会った時に双方が似ている事を認め合った。後に二葉のドラマ形式作品で「似ているAV女優」として架乃の作品が劇中劇として使われた事もある。二葉とは互いに「双子の姉（架乃）・妹（二葉）」と称している。また、二葉も上記のように「デビュー作のパッケージ写真を見た時『え？！この子、高校生なんじゃないか？』って思った」と「AV女優っぽくない」と感じたと話している。
事務所の後輩の加賀美さらにはアイドルのように好かれている。
FANZAニュースで自身の新作のセルフレビュー記事連載を行っている女優が何人かいるが初めて行ったのは彼女である。
オスのマンチカン（名前は毛色が茶色でライオンのようだったことから『ライオンキング』から取って「シンバ」。飼育崩壊して保護された猫が産んだ子供を引き取った）を飼っており、自宅で自撮りした画像にはかなりの頻度で一緒に写っている。実家住まいの時はハムスターを飼った経験がある他、2022年8月1日に行われた7th写真集のオンラインサイン会では田舎育ちのため動物は種類を問わず皆好きであると発言している（但し後にFANZAニュースでゴキブリは苦手な旨の記事を書いている）。
恵比寿マスカッツで歌手デビューした後、歌手としてのソロ活動は行っていないが、後述の冠番組でおニャン子クラブ、松田聖子など昭和アイドルソングを歌唱。配信番組『のぞき見ちゃんねる』内では2021年に『今夜はブギー・バック』のミュージック・ビデオを含めてオマージュ。2022年には広末涼子の『MajiでKoiする5秒前』の完コピを制作している（いわくカバーではなく“再現”であるとのこと）。

## 映像作品
◎はBD版発売作品。

### アダルトDVD / BD
- 新人NO.1STYLE 架乃ゆら 18歳 AVデビュー（11月19日、S1 NO.1 STYLE）[42] ◎

- 18歳 架乃ゆら 初イキ!性感開発3本番スペシャル（1月1日、S1 NO.1 STYLE）
- 交わる体液、濃密セックス 完全ノーカット3本番スペシャル（2月8日、S1 NO.1 STYLE）
- 激イキ117回! 痙攣3900回! イキ潮3600cc! 初心な純白スレンダーボディ エロス覚醒 はじめての大・痙・攣スペシャル（3月8日、S1 NO.1 STYLE）
- 架乃ゆら人生初のドキドキ風俗体験全力ご奉仕170分フルコース（4月2日、S1 NO.1 STYLE）
- 絶頂ポルチオ開発 巨根×膣中イキオーガズム（4月19日、S1 NO.1 STYLE）
- 激イキし過ぎておしっこ解禁 人生初!大痙攣･大絶頂 失禁･お漏らしオーガズム（5月19日、S1 NO.1 STYLE）[43]
- おチ●ポ大好き即尺､いつでも即ハメご奉仕メイド（6月19日、S1 NO.1 STYLE）
- 1ヵ月間セックスもオナニーも禁止されムラムラ全開でアドレナリン爆発!痙攣しまくり性欲剥き出しFUCK（7月19日、S1 NO.1 STYLE）
- 制服少女 強・制・連・結 満員痴漢車両（8月19日、S1 NO.1 STYLE）
- ツンデレ妹が無防備に毎日パンチラ誘惑してくる（9月19日、S1 NO.1 STYLE）
- 舌と唇と唾液が濃厚に絡み合う涎ダラダラ全身ベロベロ性交（10月19日、S1 NO.1 STYLE）
- S1デビュー1周年記念 架乃ゆらS1初ベスト8時間（11月7日、S1 NO.1 STYLE）※単体ベスト、Blu-ray同時発売
- エスワン15周年スペシャル大共演 第2弾 集団NTR 3人まとめて輪姦された研修ナース 〜懇親BBQ飲み会で変態ドクターに寝取られたわたしたち〜（11月19日、S1 NO.1 STYLE）◎
- 祝1周年! ぶっかけ&パイパン&大乱交トリプル解禁! 絶頂してビクビクしている無毛おま○こをチ○ポ20本で突きまくる怒涛のおかわり激ピストン超乱交20本番スペシャル（11月19日、S1 NO.1 STYLE）
- 女子生徒鬼畜輪姦レ●プ 〜侵入者たちに標的にされた性処理優等生〜（12月19日、S1 NO.1 STYLE）

- セックスを最近覚えた絶倫中年と献身的少女のねっとり淫湿ホテル性交（1月19日、S1 NO.1 STYLE）
- 汗汁だくだく唾液涎ダラダラひたすら全身舐めしゃぶって本気汁全漏らし性交（2月19日、S1 NO.1 STYLE）
- 僕にしか聞こえないヒソヒソ声で超密着ささやき誘惑してくる小悪魔美少女（3月19日、S1 NO.1 STYLE）
- 色白華奢な彼女が巨漢先輩の馬乗りプレスで寝取られ快楽堕ち（4月19日、S1 NO.1 STYLE）
- 極小セクシーコスで美乳・美尻がいつでもチラリ! 過激オプション満載!押せばヤレる美少女チラリフレ店（5月19日、S1 NO.1 STYLE）
- 架乃ゆらの痴女責め連続射精16発 拘束された男たちを骨抜きにする強制射精術（6月19日、S1 NO.1 STYLE）
- この世で最も嫌いな男と身体の相性が最高だったなんて…（7月19日、S1 NO.1 STYLE）
- 僕が先に好きだったのに―。まだ何も始まっていない片想い中のクラスメイトのSEXをただ目の前で見ることしかできなくて…。（8月19日、S1 NO.1 STYLE）
- 【※異常なる大絶頂】エロス最大覚醒!性欲が尽き果てるまで怒涛のノンストップ本気性交（9月19日、S1 NO.1 STYLE）[44]
- 汗だく中年オヤジの自宅へ連れ込まれ陰湿で変態な汗涎ベロキス調教（10月19日、S1 NO.1 STYLE）[45]
- 僕の彼女が不在中に、彼女の親友のAV女優と好き放題ハメまくった3日間（11月19日、S1 NO.1 STYLE）
- ツンデレゆら嬢とこっそりヤレる乳首責め手コキ専門裏サロン（12月19日、S1 NO.1 STYLE）
- S1豪華絢爛ドリーム大共演2019 ファン感謝祭! 大大大乱交! 夢のハーレムソープ! 超豪華3本立て伝説の270分（12月19日、S1 NO.1 STYLE）◎

- 美少女4人を僕ひとりで独占! 超ハーレム5Pスペシャル（1月7日、S1 NO.1 STYLE）[46] ◎
- 川の字で寝ていた彼女が真横で親友に夜這いされているのに寝たふりをする僕。（1月19日、S1 NO.1 STYLE）
- 童貞を1ヶ月でセックス中毒にさせちゃう神対応ご奉仕&凄エロテク満載!架乃ゆらの筆おろし同棲ドキュメント（2月19日、S1 NO.1 STYLE）
- 帰宅困難の生徒と教師が一線を越えて乱れ狂う台風の夜（3月19日、S1 NO.1 STYLE）
- 幸薄地味子が僕と付き合って垢ぬけた結果…（4月19日、S1 NO.1 STYLE）
- 布団の中で寝取られ続けたわたし… 彼氏のすぐ側で巨漢先輩の馬乗り密着性交に背徳イキした2泊3日の卒業旅行（5月19日、S1 NO.1 STYLE）
- 相部屋NTR 絶倫上司と新入社員が朝から晩まで、不倫セックスに明け暮れた出張先の夜（6月19日、S1 NO.1 STYLE）
- セックスシンドローム 極（7月19日、S1 NO.1 STYLE）
- SEXなんて知らなさそうな娘が笑顔で何発も勝手に裏オプしちゃう絶対満足制服リフレ（8月19日、S1 NO.1 STYLE）
- 幼い頃から世話になったふた回り上の中年おじさんと毎日30分間の濃密な入浴と性交（9月19日、S1 NO.1 STYLE）[47][48]
- 僕の彼女架乃ゆらがクズ男に寝取られ続ける鬱勃起NTRセレクション8時間 感情移入間違いなしドラマシーン長尺収録スペシャル（10月7日、S1 NO.1 STYLE）※単体ベスト ◎
- モラルに反した絶倫の義妹に犯されています… 嫁の妹はバレないように家中至るところで何度もハメたがる性欲モンスター（10月19日、S1 NO.1 STYLE）
- 中年大好きゆら&いずなと美少女大好き絶倫変態オヤジ（11月7日、S1 NO.1 STYLE） ◎
- 中年を殺す 優等生の秀逸なるガリ勉フェラチオ 計算されたアナルから金玉・先っぽ舐めしゃぶりテク（11月19日、S1 NO.1 STYLE）
- 架乃ゆらデビュー祝3周年! 最新12タイトル1年分コンプリートベスト480分スペシャル（12月7日、S1 NO.1 STYLE）※単体ベスト ◎
- メガネを壊してほぼ盲目な親友の彼女を寝取った（12月19日、S1 NO.1 STYLE）

- 男装がバレてクラスメイトに輪姦されたオレ（1月19日、S1 NO.1 STYLE）◎
- 久々に会った成長期の従妹(いとこ)の抜きテクに我慢できず三日三晩18発も射精し続けた帰省中の思い出（2月19日、S1 NO.1 STYLE）◎
- 架乃ゆらが世界一優しく金玉カラッカラになるまで何発も射精させてくれる秘密の寛大メンズエステ（3月19日、S1 NO.1 STYLE）◎[49]
- 中年オヤジと体汁遊戯、エロスの才能11連射性交（4月19日、S1 NO.1 STYLE）◎
- 両親が不在中、妹の誘惑に欲望むき出しでハメまくった4日間（5月19日、S1 NO.1 STYLE）
- 憧れの女上司と残業で二人っきりに…いたずら密着誘惑に興奮して朝まで筆おろしセックスに明け暮れた童貞のボク。（6月19日、S1 NO.1 STYLE）
- ※台本一切無し!! ハメ撮り! すっぴん! 何でもアリ! 架乃ゆらのスケベ本性剥き出しSEX!! ガチで二人きりの温泉旅行でヤリまくった生々しすぎる超レアなエロス200%動画（7月19日、S1 NO.1 STYLE）[50]
- 「アナタごめんなさい…」旦那が地方出張で不在の7日間、大嫌いな旦那の上司に死ぬほどイカされた私…。（8月19日、S1 NO.1 STYLE）
- 隣人の絶倫チ○ポで何度も何度も犯●れ堕ちてしまった向かいに引っ越してきた新妻（9月28日、S1 NO.1 STYLE）
- 童貞君の成績と射精を徹底管理してくれる世話焼き家庭教師の献身的筆おろし講習（10月26日、S1 NO.1 STYLE）
- 禁欲後の執拗な焦らし寸止めで極限まで感度を高めた体内汁ダダ漏れ媚薬漬けトリップ悶絶キメセク性交（11月23日、S1 NO.1 STYLE）
- 彼女が不在中の3日間、同時進行中の幼馴染（セフレ）とシタ1ヵ月ぶりのセックスがマズ過ぎた。（12月28日、S1 NO.1 STYLE）

- 架乃ゆらデビュー4周年 最新15タイトル74コーナー480分スペシャル（1月11日、S1 NO.1 STYLE）◎ ※単体ベスト
- チクシャにドハマり! ニヤニヤ乳首に首ったけ究極チクビ弄り専科（1月25日、S1 NO.1 STYLE）
- 死ぬほど嫌いで、キモくて、狂ってる義父の大好物は女子●生のワタシでした…（2月22日、S1 NO.1 STYLE）
- 片想いの架乃さんは泥酔するとキス魔でSEXが下品でエロくて朝までずっと俺得。（3月22日、S1 NO.1 STYLE）
- M男クンと架乃ゆらを郊外の一軒家に完全放置 3日間1分1秒たりとも余すことなく痴女らせてみた（4月26日、S1 NO.1 STYLE）
- 彼女の勤め先を僕は知らない。～社員旅行で泥酔し同僚に一晩中ハメられ続けた僕の妻～（5月24日、S1 NO.1 STYLE）
- AV最高峰 -S級GIRLS GROUP エスワンキャンペーン（5月27日、S1 NO.1 STYLE）- S1 NO.1 STYLE専属女優による撮り下ろし映像を収録したキャンペーンDVD。
- あなた史上、一番気持ちいいオナニーのお手伝い! ヌケやすさ徹底重視アングル＆こだわりの超癒し5シチュ 世話好き‘架乃ゆら’の全力献身シコシコサポートラグジュアリー（6月28日、S1 NO.1 STYLE）
- 妻不在の2日間、若くて気立てが良くて見た目もセックスも最高な愛人とただただ性欲尽きるまでハメ倒す温泉ゲス不倫（7月26日、S1 NO.1 STYLE）
- 痴漢冤罪で人生を滅茶苦茶にさせてしまった男に犯され、命令され、それでも全て受け入れた私（8月23日、S1 NO.1 STYLE）
- DQNに媚薬漬けにされてキメセク堕ちしていく最愛の彼女にクズ勃起（9月27日、S1 NO.1 STYLE）
- 「ちょっと待って! ヤラなきゃダメ?」 1ヶ月間追っかけ検証ドキュメント 架乃ゆらはカメラが回っていればいつでもどこでも簡単にセックスを受け入れちゃう説（10月25日、S1 NO.1 STYLE）
- 大好きなパパと親友のゆらちゃん 今日気が付いた…「同じ石鹸の匂いがする」（12月27日、S1 NO.1 STYLE）

- 欲求不満がピークを越えて あらゆる体液を垂れ流し むやみやたらにイキまくる 禁欲後の大絶頂失禁トランスアクメ（1月24日、S1 NO.1 STYLE）◎
- 720分間ぜ～んぶ丸ごと架乃ゆらBEST AVデビュー5周年記念作品最新12タイトル全コーナー収録大感謝! 大放出! 特大ボリュームSpecial!（2月14日、S1 NO.1 STYLE）◎  ※単体ベスト
- 台風直撃で帰宅困難になった童顔の介護士 何度もイカされて快楽堕ちした初老との年の差性交（2月28日、S1 NO.1 STYLE）◎
- ポルチオ圧迫巨漢プレスがドストライク過ぎて感度が完全にバグった架乃ゆらの人生最大オーガズム（3月28日、S1 NO.1 STYLE）◎
- 初めてサレた快感が忘れられず電車痴漢にハマってしまった女子●生の末路（4月25日、S1 NO.1 STYLE）
- M男なキミたちはサバサバ系女子に犯されたいんでしょ? 痴女の天才ゆらちゃんをM男宅デリバリー1泊2日6発射精ドキュメント（5月23日、S1 NO.1 STYLE）
- エスワンキャンペーン2023 スペシャルDVD（6月1日、S1 NO.1 STYLE）※「S1 NO.1 STYLE」専属女優30名の撮り下ろし映像を収録。
- 人生捨てたロリコン教師から学校の教室や廊下で犯され続け、それが気持ちいいコトと調教されて世界一エロくなった女子●生（6月27日、S1 NO.1 STYLE）
- 地味な大学サークルの先輩が酔うと… 僕の耳も口も乳首も股間も舐めたがりの 全身リップ痴女になるからギャップ萌え勃起! そのまま何度もヤられちゃう!（7月25日、S1 NO.1 STYLE）
- スーパースター女優と大乱交 激レア共演S1ファン感謝祭（7月25日、S1 NO.1 STYLE）◎
- 姪っ子の日焼けあとに我慢できず未開発なワレメに肉棒を突き挿した夏（8月22日、S1 NO.1 STYLE）
- 初恋の清楚可愛いサークル先輩がハメたがりビッチの隠れヤリマンだった!（9月26日、S1 NO.1 STYLE）
- 内定ほしさに過激セクハラにも耐え続けた従順で主張しないZ世代インターン社員（10月24日、S1 NO.1 STYLE）
- ひ弱な女生徒‘ゆら’になら乳首触りまくっても抵抗できずどんどん感度上がるだけ。（11月28日、S1 NO.1 STYLE）
- 頼まれたらところ構わずヤラせてくれて部活もオナニーもサポートしてくれる世話好きマネージャー（12月26日、S1 NO.1 STYLE）

- 純粋すぎる孫娘と毎日セックスをしながら生活保護を受給する悠々自適な生活（1月23日、S1 NO.1 STYLE）
- 上司のことが大嫌いなのに! 童貞だと知った日から上司を喰べたくて喰べたくて震えている【性癖：童貞喰い】の新卒女子入社しました（2月27日、S1 NO.1 STYLE）
- 引きこもりニート彼女のマ〇コを好き放題使ったら、一晩中犯されることになったボク（3月26日、S1 NO.1 STYLE）
- 普段は下ネタNGでド真面目な後輩社員はお酒を飲むと淫乱キス魔に! 酔うと全てを忘れてしまう彼女は俺と何度もエロいことしているだなんて未だ想像もしていない（4月23日、S1 NO.1 STYLE）
- ここまで無口で助けも呼べないチョロ女なんだったら、3年前から犯しておけばよかった。（5月28日、S1 NO.1 STYLE）
- 禁欲で高まった性欲を媚薬で増幅させて泥酔状態でムラムラしたところに精力剤でガンギマリ! 意識遠のく鬼畜の深夜撮影で睡魔に襲われながらMAXハイテンションでハメ狂った異常で異質で異色な一夜（6月25日、S1 NO.1 STYLE）
- 転生したら寝取られAVの主人公だった!? NTRの未来を変えて架乃ゆらを救い出せ。 目指すはイチャラブ濃密性交END（7月23日、S1 NO.1 STYLE）
- かのゆらすと（8月27日、S1 NO.1 STYLE）※AV女優引退作品[51][52]。

### アダルトVR
- 僕の彼女は“架乃ゆら” いつでもどこでもベタベタ急接近! 耳元で挿入おねだりイクイク絶頂VR（2月8日、S1 NO.1 STYLE）

- 常にパンチラ&ガン見×両耳ささやきポジションで痴女られる制服美少女トライアングルフォーメーションVR（1月13日、S1 NO.1 STYLE）
- 僕の目の前で… 色白華奢な彼女が巨漢先輩の馬乗りプレスで寝取られ快楽堕ちVR（2月21日、S1 NO.1 STYLE）

- 架乃ゆらを完全独占! 人気AV女優が僕だけに見せる素顔&イキ顔 最高の密着距離でひたすらSEXに没頭する究極同棲VR（1月29日、S1 NO.1 STYLE）
- 転校生のイケメンゆらおにドキドキ恋しちゃった… あれっ、オチ●チ●がない!? 胸が膨らんでる!? 禁断の男子寮VR（3月26日、S1 NO.1 STYLE）
- 天井特化 × 架乃ゆら × ナース あなたは寝てるだけ。痴女テク抜きまくり10発ご奉仕スペシャル（11月5日、S1 NO.1 STYLE）

- 脳イキ絶頂! ASMR特化×おま●こ、くぱぁ。改（2月22日、S1 NO.1 STYLE）
- 【絶対領域 × ニーハイ】むっちり太ももチラ、ハミ尻チラ、パンチラで挑発してくるちょっぴり生意気でおませな教え子に弄ばれるVR（7月25日、S1 NO.1 STYLE）

- アルバイトのゆらちゃんと互いに恋人がありながら 酔った勢いでバカみたいにハメ狂ったわざと終電を逃したアノ夜（2月7日、S1 NO.1 STYLE）
- 小さい頃から一緒に遊んでいた 姉の友達（幼馴染）と急接近!? 姉の視線を掻い潜りこっそり激甘エッチッチ（6月11日、S1 NO.1 STYLE）
- 架乃ゆらがニンマリ小悪魔っぽく襲ってくる痴女テク骨抜き超没入3シチュエーション（7月18日、S1 NO.1 STYLE）
- 彼女に振られ引きこもっていたら… 僕のことが心配すぎておせっかいでセックス練習させてくれた筆おろしブラコンお姉ちゃん（11月29日、S1 NO.1 STYLE）

- 架乃ゆらが‘美容師’の世界線ーー ボクの髪を切りながら愚痴るのが日課な話が面白くてオシャレな彼女と笑って戯れあって喧嘩して仲直りエッチするのがルーティーンな生エロ生活（4月25日、S1 NO.1 STYLE）

### イメージビデオ -DVD/BD-
- ALL NUDE（1月25日、Aircontrol）
- Yura 揺れる乙女心（3月1日、REbecca）◎
- 僕のお嫁さんは架乃ゆら（4月27日、オルタックスソフト販売）
- 裸神（7月25日、Aircontrol）
- スパイフィルム（10月25日、Aircontrol）

- Aphrodite（3月1日、ファインピクチャーズ）◎
- Yura2 ゆらりぞーと!（6月6日、REbecca）◎
- Yura3 純真乙女七変化（11月7日、REbecca）◎

- Shine On Me（2月22日、Superlative）◎
- Clarity（6月12日、ファインピクチャーズ）◎
- Yura4 ゆらりくえすと（9月10日、REbecca）◎
- Yura5 ゆらりぽーと（12月17日、REbecca）◎

- 新・湯女ごこち 9（3月26日、スパイスビジュアル）
- Yura6 ゆらりふれっしゅ（7月8日、REbecca）◎
- 湯女美人（10月29日、スパイスビジュアル）

- Yura7 ふたり浪漫（4月7日、REbecca）◎
- Yura8 休日の過ごし方（12月15日、REbecca）◎[53]

- Yura9 OKINAWAグラフィティ（4月20日、REbecca）◎
- Yura10 はいぱーゆらめもりある（8月17日、REbecca）◎
- 今日もヤリたいからセックスするだけ（12月26日、Aircontrol）◎

- 湯女美人 架乃ゆら II（4月24日、スパイスビジュアル）
- ボクの彼女の大誤算（8月13日、FAIR & WAY）◎

### イメージビデオ -配信-
- 奇跡の透明感！18歳の無垢なヌード　制服ワンピ（12月1日、LOVEPOP）
- エッチで可愛いサンタを大解剖！真っ赤な衣装の中身はこうなってた♪クリスマス衣装（12月8日、LOVEPOP）
- 可愛いおっぱい丸出しでチャレンジ☆マット運動（12月13日、LOVEPOP）
- 暇してる後輩に野球拳を申し込んだ結果…！野球拳（12月16日、LOVEPOP）
- おっぱい丸出し運動シリーズ再び！？踏み台運動（12月30日、LOVEPOP）

- 透明感に色っぽさが加わった最強ギャラリー☆制服ベスト（3月2日、LOVEPOP）
- 控え室のドアが開いていたので思わず…！！着替え（3月16日、LOVEPOP）
- 一番似合っちゃうパンツはどれだ！！？パンツ比較実験（3月21日、LOVEPOP）
- 真下からのパンチラとおっぱいは正に絶景☆逆さ自撮り（3月28日、LOVEPOP）
- プライベート感溢れるまったりタイム♪部屋着（3月30日、LOVEPOP）
- こっそり覗いていたら驚きの展開に！！観察風（4月14日、LOVEPOP）
- 純白ユニフォームから美乳が!テニス（6月29日、LOVEPOP）
- 神おっぱい丸出し学園ファンタジー☆学園編（7月5日、LOVEPOP）
- 許してもらう為にパンツを見せる…。ごめんねパンチラ（7月11日、LOVEPOP）
- 白い肌に白い下着…潤んだ瞳が堪らない！セーラー服（7月14日、LOVEPOP）
- 美少女と水着の最強コラボ☆水着三昧（7月28日、LOVEPOP）
- エッチな強風がスカートを捲りまくる！！強風パンチラ編（8月11日、LOVEPOP）
- 【特別企画】もしも僕の妹がゆらちゃんだったら…（9月14日、LOVEPOP）
- 真面目な新社会人OLが恥ずかしがりながらも大胆に露出！（10月5日、デジグラ）
- 古民家でノスタルジックなヌードを披露☆制服ジャンパースカート（10月6日、LOVEPOP）
- ローアングルで太もも・おっぱい＆お尻がプルップル♪振動マシーン編（10月13日、デジグラ）
- 旅先の温泉でスクール水着を着せて…。（10月26日、LOVEPOP）
- イジワルな先輩が仕事を教える代わりにパンツを・・・しかし下着がセクシーなのはなぜ？挑発パンチラ編（10月29日、デジグラ）
- 旅先の旅館で浴衣に着替えて…。浴衣（11月2日、LOVEPOP）
- 恥ずかしいけど・・・脱ぎます！真面目なメイドの露出ご奉仕！（11月18日、デジグラ）
- 架乃ゆら×5種類の綿パン＝最高エロ可愛い！綿パン三昧（12月21日、LOVEPOP）
- 元気いっぱい丸出しおっぱいの美尻チアリーダー☆（12月29日、LOVEPOP）

- 若妻が夕日の中卑猥な姿に変貌する ミニスカ（1月2日、デジグラ）
- ノーブラで5種目の運動に挑戦！トレーニング編（1月5日、デジグラ）
- ブラウスでお風呂に突撃！ヌレヌレスケスケ＆リアル洗体！濡れフェチ編（1月10日、デジグラ）
- 美少女メイドがお馬さんとパカパカお出かけ♪馬乗り編（1月25日、LOVEPOP）
- メイドの派生形！？猫耳もついた♪和風メイド（1月30日、LOVEPOP）
- あまり興味を示さないご主人様を振り向かせたくて…！挑発パンチラ（2月5日、LOVEPOP）
- アイスの汁が口から垂れちゃう♪ パンツ一枚でアイス舐め（2月28日、LOVEPOP）
- 美人販売員が目の前で着用！パンツ訪問販売編（3月1日、デジグラ）
- 可愛らしい私服からセクシー露出！本人私服（3月5日、デジグラ）
- 色白モチモチボディを入念にオイルマッサージ♪風呂上り編（3月13日、デジグラ）
- ご注文はパンチラですね？パンチラでは終わらない！制服メイド（3月17日、LOVEPOP）
- 間違えちゃった女医さんがお詫びにパンツにおっぱいと見せまくる！！ごめんねパンチラ（3月18日、デジグラ）
- セクシー系にイメチェン！？紫色のTバックに網タイツが似合いすぎる！ボディコン（3月23日、デジグラ）
- セクシー&キュートな花嫁姿にノックアウト！！ウェディングドレス（3月28日、デジグラ）
- 様々な方法でスカートを捲ってパンツを見よう！スカートめくり（4月27日、LOVEPOP）
- 緊張した面持ちで私服ワンピースを捲る（4月28日、LOVEPOP）
- ノーブラでスリップを着たままお風呂に浸かりエロく透ける！濡れフェチWET（5月4日、LOVEPOP）
- ピンクボールでお尻ムニムニ♪ 体操服を透視して乳首透け見え！ブルマ（5月7日、LOVEPOP）
- 本人私服にはフェチ満載♪寝転がりながら丸見えになるおっぱいとお尻（5月25日、LOVEPOP）
- 脚の開閉と共にパンツが伸び縮み！開脚マシーン（6月5日、LOVEPOP）
- 実は見られるのが快感？床鏡を巧みに使って挑発パンチラ（6月17日、LOVEPOP）
- ブラ・パンツそして乳首・お毛毛まで透け見え！透けセーラー服（6月29日、LOVEPOP）
- 露出度高めレースリミテーションに大接近！（6月30日、LOVEPOP）
- マイクロミニスカの下は縞パン！ノーブラの乳揺れも堪能できちゃう♪パンチラダンス（11月1日、デジグラ）
- ピンクボールを駆使してムニムニ三昧！おっぱいとお毛毛の大胆露出！制服ジャージ（11月6日、LOVEPOP）
- あどけない顔と色白美肌の女の子がでシースルーランジェリー姿で…（11月9日、デジグラ）
- 下は綿パンツ！正面は生おっぱいの動きをじっくり見る！2つのアングルで楽しむ準備体操編（11月13日、LOVEPOP）
- 洗濯物を片付けようとしていたのに…今すぐつけるの？ブラ三昧編（11月17日、デジグラ）
- 脱ぎながら近づいてくる！だるまさんが転んだ編（11月30日、LOVEPOP）
- セーラー服を白い綿パン（12月8日、LOVEPOP）

- 肌の露出が多すぎる！？新年を祝ってノーブラのセクシー巫女が大胆露出！（1月1日、LOVEPOP）
- 巫女が4枚のパンツでエロ〜い厄払い！挑発パンチラ（1月2日、LOVEPOP）
- 天使でメイドでえっちな女の子がご主人様に肉体をご奉仕♪（4月15日、デジグラ）
- おっぱい丸出しで腰を振りまくり☆真っ白なサテンパンティでM字開脚ダンス！（4月23日、デジグラ）
- 圧倒的透明感、架乃ゆらちゃんの全てを見て下さい！接写編（5月10日、デジグラ）
- どんな水着もエロかわいく着こなしちゃう♪無邪気な笑顔で大胆開脚！水着三昧（6月7日、デジグラ）
- 鉄棒に挑戦！（6月14日、LOVEPOP）
- ワンピースの中はノーブラ・ノーパン！私服から透ける美ボディ（6月20日、デジグラ）
- ベージュパンスト×黒パンプスの王道スタイル！ゆらちゃんポリスの足フェチ☆（6月23日、デジグラ）
- お願いしたら見せてくれるえっちなミニスカお姉さん！お願いパンチラ編（6月27日、デジグラ）
- ハロウィンスペシャル！人間、私のサンクチュアリを見たいのか？ゴス●リ（10月31日、LOVEPOP）
- かわいいお顔に見つめられながらちっちゃなお口とピンクの舌で太い飴をペロペロ！飴舐め編（10月31日、デジグラ）
- かわいい顔してとっても大胆なOLさん！ベッドで誘惑、そしてお風呂へ誘い込み…（11月22日、デジグラ）
- ベージュ・ブラック・生足…どれが好き？OLさんの足をたっぷり堪能できちゃう足フェチ編！（11月27日、デジグラ）
- かわいい顔していやらしい腰つき！まるで跨られているような…バランスボール編（12月11日、デジグラ）
- 二人っきりの旅行♪お部屋でくつろぎながら大胆露出！ブレザー（12月16日、LOVEPOP）
- ミニスカの下は前も後ろもスケスケパンツ♪階段から見上げるパンチラはロマン！（12月20日、デジグラ）

- 私服を脱いでトップレスプロフィール！赤裸々な質問の数々にはにかむ笑顔がかわいい☆（1月3日、デジグラ）
- サイドが丸見え！セクシーチャイナドレス♪（1月5日、デジグラ）
- クマさんの顔にまたがり股間やお尻をグリグリ押しつけ！キュートなミニスカ姿で限界露出☆（1月30日、デジグラ）
- オイルでテカるハリのある美乳。ツンと立ったピンクのバストトップがエロすぎる！乳・尻もみ編（2月17日、デジグラ）
- 恥ずかしさ全開でゆっくりと白いパンツを見せる！スカート捲り編（2月20日、LOVEPOP）
- 派手髪×セクシー猫ナース！いつもと雰囲気の違うゆらちゃんがベッドの上で大胆ポーズ☆（2月27日、デジグラ）
- 椅子からハミ出す色白美尻！アクリル板にお尻や胸を押し付けまくる！尻フェチ編（3月14日、デジグラ）
- ピチピチニットに超ミニスカ！いつもはかわいらしいゆらちゃんがお姉さんになって極上ボディで誘惑！（3月29日、デジグラ）
- 人魚の恩返し ユーザー企画（7月14日、LOVEPOP）
- ふわふわなナースメイドで白いパンツとプニプニの白い肌を露出♪（7月21日、LOVEPOP）
- アクリル板×おっぱい×押し付ける＝エロい！アクリル板編（7月25日、デジグラ）
- 可愛い先生の着替えシーンをこっそりのぞき見（8月19日、デジグラ）
- おとなしそうに見えるけど...美人教師が教室で大胆露出！（9月8日、デジグラ）
- 純粋美少女の赤面シーン満載！とっても恥ずかしいラブポップ学園面接風裸プロフ（9月12日、LOVEPOP）
- 柔らかい綺麗なおっぱいプルプル踊る！ダンス編（10月7日、LOVEPOP）
- スマホ美女を見つめてたらぷるっぷるのかわいいおっぱいまで見せてくれた！挑発胸チラ編（10月10日、デジグラ）
- 街で歩いている女性のお尻ばかり見ている皆さん！私のお尻をみてください。ランニングマシーン編（12月15日、デジグラ）
- 特別なプレゼントをあなたに バニーサンタ（12月25日、デジグラ）

- 僕のシャツを着て誘惑してくる彼女 彼シャツ（1月9日、デジグラ）
- 疲れてる僕を元気づけてくれるのはいつだって彼女 挑発パンチラ編（2月10日、デジグラ）
- うちのチア部に1人だけエロい黒パンツの子がいる チアガール（2月28日、デジグラ）
- 最高の卒業祝い お願いパンチラ編（3月19日、デジグラ）
- 普段は大人しそうなあの子にこんな一面があったなんて ビスチェ（4月4日、デジグラ）
- みんなのリクエストに応えていたら下着姿になっちゃった！ライブチャット編（5月7日、デジグラ）
- 裸ビブスから透け見えるシルエットと隙間おっぱい！バレーボール（7月10日、LOVEPOP）
- 「ほりゃ～ もっと見て～」ふにゃふにゃ喋る彼女が可愛すぎる！いちゃいちゃパンチラ編（11月15日、デジグラ）
- おかずをお届け！？可愛すぎるデリバリー配達員！（12月7日、デジグラ）
- 白く柔らかく形も綺麗なおっぱいと桃尻でご奉仕するメイド（12月14日、LOVEPOP）

- 白いパンツと白い綺麗なおっぱい！真っ白うさ耳制服ニットベスト（1月4日、LOVEPOP）
- 丈が異なる4枚のスカートを履き替えて感想＆検証！スカート比較実験（1月24日、LOVEPOP）
- 天気のいい日に公園でウォーキング（3月16日、LOVEPOP）
- 脱衣誘惑してくる吉祥寺カフェの新人バイトちゃん（4月4日、デジグラ）
- 「負けたら脱ぐ！」よじれる太もも、胸、お尻、股間パンツ…ツイスター編（4月20日、デジグラ）
- 妄想の中で脱がされてしまった美乳エステティシャン！（5月14日、デジグラ）
- 股間やお尻に張りつく透けレギンス！縄跳びして揺れるオッパイ！ フィットネス編（5月27日、デジグラ）
- 白い足袋をつけたままお尻丸出しで正座 着物（7月9日、デジグラ）

- 送り指名してくれたらこの先もしてあげる ドレス（1月31日、デジグラ）
- 服の上からでも膨らみわかる白くてぷるぷるのおっぱい わんぱくスタイル（1月31日、LOVEPOP）
- パンツが伸びる縮む、お尻と太もものお肉がぷにぷにするパンツ体操（2月17日、LOVEPOP）
- 女の子の柔らかい部分はどこ？揺らして揉んで伝わる柔らさか 乳揉み（2月24日、LOVEPOP）
- 推しのレースクイーン撮影会で幸せすぎる一時 いちゃいちゃ胸チラ（2月26日、デジグラ）
- カクテルより飲み干したいエロボディバーテンダー（6月5日、デジグラ）
- 今日から君もパンツ博士！架乃ゆら流解説つきパンツ比較！（6月13日、デジグラ）
- 黒光りするボディタイツごしのゆらからだ（6月30日、デジグラ）
- 可愛い娘のブルマと桃尻が三度の飯より大好きです。 ブレザーブルマ（7月10日、LOVEPOP）
- 色白美人を脱がせたい！イチャイチャ野球拳！（7月15日、デジグラ）
- パパにお願い！交換にエッチな姿見せちゃうよ！ お願いパンチラ（8月1日、LOVEPOP）
- 強風ハプニング！お天気キャスターのパンチラはロマン（8月8日、デジグラ）
- 元気印のパワーをお届け！全力スマイルと瑞々しい身体で魅せちゃいます！ ホットパンツ（8月11日、LOVEPOP）
- エロティカと芸術の融合。水が滴る美少女ミュージアム 制服シャツ（8月21日、LOVEPOP）
- 超能力 超能力を手に入れた僕は幼馴染のスカートをめくりたい。（9月7日、LOVEPOP）
- 5番勝負 架乃ゆらちゃんと5番勝負！負けたら脱衣ルール発動♪（9月19日、LOVEPOP）
- これを見れば貴方も"ゆら推し"間違いなし！アイドル風（11月20日、LOVEPOP）
- 黒髪ボブの美少女が見せる！白綿パン♪制服ジャージ（12月22日、LOVEPOP）

- スカート比較 白綿パンでパンチラ＆踏みつけ！（1月4日、LOVEPOP）
- 踏み台運動 【3DVR】 そんなに近くで見られたらはずかしいよーと言いながらも、笑顔で頑張る！（1月18日、LOVEPOP）
- ミニスカから見えるTバックのお尻がたまらない！ゴルフ（3月12日、デジグラ）
- ウォーキング パツパツのスパッツ＆生パンツで！（4月12日、デジグラ）
- 水着三昧 【3DVR】どの水着が一番似合う？３種類の水着を着比べる！（4月26日、デジグラ）
- 安全第一！可愛すぎる現場作業員の服は・・・！？作業服（5月4日、デジグラ）

## 出版物

### 写真集
2018年
- ゆらら（7月14日、ジーオーティー、撮影：山口勝己）ISBN 978-4-8148-0099-5 [54]
- ビジュアルアート・ポーズBOOK act 架乃ゆら（11月26日、二見書房、撮影：長谷川朗）ISBN 978-4-576-18190-5 [55]

2019年
- たまゆら（5月15日、双葉社、撮影：吉田裕之）ISBN 978-4-575-31453-3

2020年
- ゆらMemories（2月25日、ジーウォーク、撮影：安田一福）ISBN 978-4-86297-998-8 [56]
- 悪戯（11月25日、彩文館出版、撮影：滝スズゴウ）※3000部限定 豪華愛蔵版[57] ISBN 978-4-7756-0631-5

2021年
- ハイカラ（7月20日、ジーオーティー、撮影：田村浩章）ISBN 978-4-8236-0198-9 [58]

2022年
- So Sweet!（3月4日、竹書房、撮影：原田武尚）ISBN 978-4-8019-3020-9 [59]
- Cosplay Fetish Book（7月29日、ジーオーティー、撮影：田村浩章）ISBN 978-4-8236-0336-5

2023年
- マジカノ（6月25日、彩文館出版、撮影：斉木弘吉）※3000部限定 豪華愛蔵版[60] ISBN 978-4-7756-0665-0

2024年
- 明日からちゃんとします（1月22日、ジーオーティー、撮影：肉尊）ISBN 978-4823605758 [61]
- プレミアムヌードポーズブック 架乃ゆら（2月19日、ジーオーティー、撮影：田村浩章）ISBN 978-4-8236-0590-1 [62]
- パラグラフ（6月19日、双葉社、撮影：篠原潔）ISBN 978-4-575-31887-6 [63]

### デジタル写真集
2019年
- Aphrodite（8月28日、ファインピクチャーズ、撮影：河本広幸）
- 愛はスローモーション（9月30日、小学館、撮影：LUCKMAN）[64]
- エスワンALLSTARS 楽園（10月21日、小学館、撮影：舞山秀一）※AVメーカー「S1 NO.1 STYLE」専属女優7名によるデジタル写真集[65]。

2020年
- Yura3 純真乙女七変化（5月17日、REbecca）
- Count sheep【Nap】（5月28日、ジーオーティー、撮影：羊肉るとん）
- Count sheep【Sleep】（5月28日、ジーオーティー、撮影：羊肉るとん）
- Clarity デジタル写真集 架乃ゆら 1・2（6月17日、ファインピクチャーズ、撮影：河本広幸）
- FLOWER 架乃ゆら vol.01（6月19日、ジーウォーク、撮影：安田一福）
- FLOWER 架乃ゆら vol.02（8月21日、ジーウォーク、撮影：安田一福）
- ＃NEWLOOK【girl meets street】（9月1日、ジーオーティー、撮影：永峰拓也）

2021年
- Yura5 ゆらりぽーと（3月12日、REbecca）
- lei felina KANO YURA（3月26日、lei felina）
- ＃Escape（7月2日、ジーオーティー、撮影：manimanium）
- 架乃ゆらがもうちょっとで絶頂（7月13日、小学館、撮影：松田忠雄）[66]

2022年
- AV最高峰 S級GIRLS GROUP エスワンキャンペーン No.1 Photo Book アイドル版（5月27日、FANZA BEAUTY COLLECTION、撮影：小林弘輔）※S1 NO.1 STYLE専属女優によるデジタルフォトブック。FANZA限定配信。
- AV最高峰 S級GIRLS GROUP エスワンキャンペーン No.1 Photo Book S級版（6月10 日、FANZA BEAUTY COLLECTION、撮影：小林弘輔）※S1 NO.1 STYLE専属女優によるデジタルフォトブック。FANZA限定配信。
- ゆらとのぞみ（9月2日、FANZA BEAUTY COLLECTION、撮影：青山裕企）※FANZA GAMES『先生、学校でしようよ!』とのコラボ企画で使用されなかった未公開カットをまとめたデジタル写真集。石原希望との共演カットも12P収録。FANZA限定配信。
- ＃LadyMary（12月1日、ジーオーティー、撮影：manimanium）

2023年
- 『ハイカラ』増ページ デジタル特装版（2月24日、ジーオーティー、撮影：田村浩章）※紙書籍版を再編集の上、未公開カットを追加した電子書籍限定版。
- イマカノ（3月10日、日本ジャーナル出版、撮影：山口勝己）
- Yura8 休日の過ごし方（4月14日、REbecca）
- S1キャンペーン2023 No.1 Photo Book アイドル版（5月12日、FANZA BEAUTY COLLECTION、撮影：小林弘輔）※AVメーカー「S1 NO.1 STYLE」専属女優30名の撮り下ろし写真を収録。FANZA限定配信。
- S1キャンペーン2023 No.1 Photo Book S級版（6月1日、FANZA BEAUTY COLLECTION、撮影：小林弘輔）※「S1 NO.1 STYLE」専属女優30名の撮り下ろし写真を収録。FANZA限定配信。
- Yura10 はいぱーゆらめもりある（12月10日、REbecca）
- とられち（12月13日、TranceRetinal、撮影：コハラタケル）

2024年
- プレミアムヌードポーズブック 架乃ゆら 【増ページ デジタル特装版】（3月29日、ジーオーティー、撮影：田村浩章）※紙書籍版未収録の特別章「Light & Shadow」を追加収録した電子書籍限定版。
- Re CountSheep【NAP】（7月26日、ジーオーティー、撮影：羊肉るとん）
- Re CountSheep【SLEEP】（7月26日、ジーオーティー、撮影：羊肉るとん）
- Re ＃Escape（7月26日、ジーオーティー、撮影：manimanium）
- PIECE of NAIL ＃2（12月6日、a-list photo anthology、撮影：母鳴大地）※4名のモデルによるfempass連載記事「PIECE of NAIL」シリーズのデジタル写真集。

### 雑誌
- 週刊大衆ヴィーナス（週刊大衆2017年12月5日増刊号、双葉社）
- 月刊DMM 2017年1月号（ジーオーティー）
- 週刊プレイボーイ 2017年50号（集英社）
- 実話大報 2018年1月号（ジーオーティー）[67]
- 週刊実話 2018年2月15日号（日本ジャーナル出版）- グラビア「架乃ゆら うぶなカラダ」
- 週刊実話 2018年7月12日号（日本ジャーナル出版）- グラビア「架乃ゆら 夏の体験物語」
- 月刊DMM 2018年9月号（ジーオーティー）- グラビア&インタビュー
- ズバ王 2018年9月号（ジーオーティー）- グラビア
- 週刊実話 2019年6月13日号（日本ジャーナル出版）- グラビア「架乃ゆら 純情裸身」
- 週刊実話 2019年11月28日号（日本ジャーナル出版）- グラビア「架乃ゆら 爽健裸身」
- 月刊FANZA 2020年8月号（ジーオーティー）- 表紙&グラビア
- 週刊実話 2020年12月17日号（日本ジャーナル出版）- 袋とじ「架乃ゆら 21歳の秘密」
- 週刊実話 2021年2月18日号（日本ジャーナル出版）- 袋とじ「架乃ゆら・伊藤舞雪・根尾あかり・天使もえ 令和美女4人 旬ヘア見せちゃう」
- 週刊実話 2021年7月8日号（日本ジャーナル出版）- 袋とじ「架乃ゆら しのび愛」
- 週刊実話 2021年12月2日号（日本ジャーナル出版）- 袋とじ「架乃ゆら 女ひとり温泉旅」
- 月刊FANZA 2021年9月号（ジーオーティー）- インタビュー

## 執筆

### コラム
- ゆらゆらDreaming（2020年7月19日[68] ‐ 2024年8月26日[51]、FANZAニュース）
- 架乃ゆら昭和コラム・美徳のゆらめき（2021年2月18日[69]‐2022年6月4日、メンズサイゾー）
- 架乃ゆらの二日月（2024年6月13日-[70]、bezzy）

## 出演

### イベント
- Japan Adult Expo 2017（2017年11月16日、ディファ有明）
- 架乃ゆらと聴く昭和歌謡 & シティポップの夕べ（2021年6月11日、阿佐ヶ谷ロフトA）
- 架乃ゆらと聴く昭和歌謡の夕べ ～第2夜～（2022年7月22日、阿佐ヶ谷ロフトA）[71]
- 『グッドバイ、バッドマガジンズ』が止まらない（2023年7月10日、新宿ロフトプラスワン）[72]
- 映画『グッドバイ、バッドマガジンズ』上映1周年記念イベント（2023年11月8日、新宿ロフトプラスワン）[73]
- DMMオンラインサロン開局記念トークショー Vol.2（2024年3月14日、新宿ロフトプラスワン）[74]

### テレビ
- 僕のお嫁さんは架乃ゆら（2018年4月2日、エンタ!959）[75]
- LINXカフェ第一夜（2018年10月15日、エンタ!959）[76]
- 桃色Y談 裏ンキングSHOW #8（2019年2月28日、BSスカパー!）[77]
- 架乃ゆらのLOVE昭和（2019年8月3日 - 、エンタ!959）
- 阿部乃ちゃんねる #64（2020年3月1日、エンタ!959）
- Sweet Angel #113（2020年4月29日、MONDO TV）
- どぶろっくと山岸逢花の ＃やらかしジャッジメント（2022年2月2日 - 、刺激ストロングチャンネル）
- 月ともぐら（2023年8月18日 - 12月15日・2024年3月22日 - 4月19日、テレビ東京）

### ウェブテレビ
- 熱愛?!結婚会見?!架乃ゆらが重大発表します（2019年6月26日、YouTube chエンタチャンネル）
- 矢口真里の火曜The NIGHT（2020年4月1日、AbemaTV） - SCANTY4として
- のぞき見ちゃん（2020年12月14日 - 2023年3月30日、YouTube・のぞき見ちゃん ゲーム女子のぞき見ちゃんねる）不定期出演
- カチコチTV（2021年1月15日、1月22日、6月4日 、FANZA見放題chライト）
- ロンドンハーツABEMA特別編（2022年5月31日、ABEMA）アンケート協力[78]
- オトナの保健室（2022年12月7日 - 、オトナの保健室/YouTube）MC（麻美ゆま・天月あずとの共演）
- 東京スキャンダルクラブ（2024年3月20日 - 4月10日、FANZA TV）[79]
- 愛のハイエナ4（2025年7月1日[80] - 7月22日、ABEMA）

### ラジオ
- ねむチキ（2021年8月29日・9月5日・2022年7月24日・31日・2023年4月2日・9日・8月20日・27日・2024年6月23日・30日、TBSラジオ）
- ラジオのアナ〜ラジアナ/深夜3時のヒロイン（2022年11月24日、12月1日、2023年4月27日、5月4日、FM NACK5）

### オリジナルビデオ
- ザ・娼年倶楽部 愛と快楽を与える魅惑のテクニシャン（2020年12月、FANZA配信、2021年1月、竹書房発売[81]） - 希美 役
- ザ・娼年倶楽部2 女たちを悦ばせる性戯の秘訣（2021年7月2日、竹書房） - 希美 役[82]
- ザ・娼年倶楽部3 美女が蕩ける竿師の無限快楽奥義（2021年8月4日、竹書房） - 希美 役[83]
- 夜王烈伝 愛のカリスマを目指す男（2024年12月4日、ネクスタシーEX、シネマファスト）※レンタルのみ[84]
- 夜王烈伝2 打倒No.1への道（2024年12月27日、ネクスタシーEX、シネマファスト）※レンタルのみ[85]

### ウェブドラマ
- ザ・娼年倶楽部4 肉欲遊戯を駆け抜けるオンナの性（2022年3月9日、シネマファスト） - 希美 役[86]
- ザ・娼年倶楽部5 竿師が与える無限の快感と恍惚（2022年3月9日、シネマファスト） - 希美 役[87]
- 先生、私、まだ女子校生でいたいよ（2022年12月23日、fempass Cinema） - 速水しずく 役[88][89][90]
- オンナたちの告白 ～メグミ～（2023年9月、「オンナたちの告白」製作委員会） - メグミ 役[91]
- 救星戦隊ワクセイバー スペシャル（2025年2月28日 - 、GIGA特撮チャンネル） - イエローサン（2代目）/日比野陽南 役
- 死ぬほど愛して 第2話（2025年4月3日、ABEMA）
- トクリュウ -闇バイトの罠-（2025年5月17日、BUMP） - ナミ 役[92]

### 映画
- 恋の墓（2020年） - 堀川ユウカ 役[93]
- 欲しがり奈々ちゃん ～ひとくち、ちょうだい～（2021年） - 東村奈々 役[94]
- グッドバイ、バッドマガジンズ（2022年11月、ピークサイド） - あさひなハル 役[95]
- 僕の月はきたない（2023年12月18日） - 海野琴絵 役[96]
- ナマズのいた夏（2025年2月8日、Power Arts Production） - 結衣 役[97]

### 舞台
- 兎小屋 B100の経過観察～不思議の国のアリスはお尻が突っかかって穴をくぐれない～（2022年12月28日 - 12月31日、池袋・シアターKASSAI）
- シロツメクサ（2023年7月14日 - 17日、東京・ステージカフェ下北沢亭）
- 舞台版 月ともぐら 胸キュンコラボグランプリ（2023年10月5日、東京・草月ホール）- キャバ嬢ゆら役[98]
- ろりえの復讐（2024年4月18日 - 24日、新宿シアタートップス）[99]
- バック・トゥ・ザ・うんちゃん〜ドライバーの消える日〜（2024年10月2日 - 6日、ザ・ポケット）[100]

### ゲーム
- 社長と美女たちの二重奏（2024年3月6日[101]、CREAM SOFT）- 山吹緋空 役[102]

## 製品

### トレーディングカード
- AVC ジューシーハニー コレクションカード PLUS#10（2021年4月24日、ミント）
- Girl‘s Party Collection ～THE FAN♡FUN Trump～ 第1弾（2022年4月15日、Girl‘s Party Collection）
- Girl’s Party Collection ～THE FAN♡FUN TRUMP～ 第6弾（2024年2月29日、Girl‘s Party Collection）

### カレンダー
- 架乃ゆら 2019年カレンダー（2018年10月6日、トライエックス）
- 架乃ゆら 2019年卓上カレンダー（2018年10月6日、トライエックス）
- 架乃ゆら 2021年卓上カレンダー（2020年11月14日、トライエックス）
- 架乃ゆら 2022年卓上カレンダー（2021年10月2日、SUNCARAT）
- 架乃ゆら 2023年カレンダー（2022年10月1日、SUNCARAT）
- 架乃ゆら 2023年卓上カレンダー（2022年10月1日、SUNCARAT）
- 架乃ゆら 2024年カレンダー（2023年10月7日、SUNCARAT）
- 架乃ゆら 2024年卓上カレンダー（2023年10月7日、SUNCARAT）

### アパレル
- 【架乃ゆら】irogoto Longsleeve（2021年5月7日、fempass BeV）
- 【架乃ゆら】FCS & PORN Tee（2021年5月7日、fempass BeV）

### その他グッズ
- 架乃ゆら ＜SexyランジェリーVer＞ 等身大抱き枕カバー（2018年5月25日、ゲルファサ）
- 【架乃ゆら】Play Boys & Girls（2021年5月7日、fempass beV）※ステッカー全3種のセット商品。
- 七沢みあ & 架乃ゆら オリジナルアクリルスタンド A5サイズ（2021年6月18日、FANZAコラボ）
- 架乃ゆら オリジナル等身大抱き枕カバー（2021年6月18日、FANZAコラボ）
- 架乃ゆら 生写真5枚セット（2021年6月18日、FANZAコラボ）

### アダルトグッズ
オナホール
- JAPANESE REAL HOLE 架乃ゆら（2019年2月24日、EXE）